# Remo nos Jogos Pan-Americanos de 2015 - Skiff duplo masculino
A competição do skiff duplo masculino foi um dos eventos do remo nos Jogos Pan-Americanos de 2015. Foi disputada no Royal Canadian Henley Rowing Course em St. Catharines, nos dias 11 e 13 de julho.

## Calendário
Horário local (UTC-4).
| Data        | Horário | Fase          |
| ----------- | ------- | ------------- |
| 11 de julho | 9:15    | Eliminatórias |
| 11 de julho | 14:05   | Repescagem    |
| 13 de julho | 9:05    | Final B       |
| 13 de julho | 9:45    | Final A       |

## Medalhistas
| Ouro   | CUB Eduardo Rubio e Ángel Fournier   |
| Prata  | ARG Rodrigo Murillo e Cristian Rosso |
| Bronze | CAN Pascal Lussier e Matthew Buie    |

## Resultados

### Eliminatórias
Bateria 1
| Pos. | Remador                                            | Nacionalidade      | Tempo   | Notas |
| ---- | -------------------------------------------------- | ------------------ | ------- | ----- |
| 1    | Sam Stitt Ryan Monaghan                            | USA Estados Unidos | 6:28.72 | FA    |
| 2    | Álvaro Torres Renzo Leon Garcia                    | PER Peru           | 6:35.67 | R     |
| 3    | Diego Donizette Nazario Emanuel Dantas Borges      | BRA Brasil         | 6:46.71 | R     |
| 4    | Mauricio Lopez Berocay Emiliano Dumestre Guaraglia | URU Uruguai        | 6:52.38 | R     |
| 5    | Jakson Vicent Monasterio Jose Guipe Jimenez        | VEN Venezuela      | 7:04.12 | R     |
| 6    | Franco Chiola Daniel Sosa                          | PAR Paraguai       | 7:06.97 | R     |

Bateria 2
| Pos. | Remador                            | Nacionalidade | Tempo   | Notas |
| ---- | ---------------------------------- | ------------- | ------- | ----- |
| 1    | Eduardo Rubio Ángel Fournier       | CUB Cuba      | 6:27.28 | FA    |
| 2    | Pascal Lussier Matthew Buie        | CAN Canadá    | 6:28.87 | R     |
| 3    | Rodrigo Murillo Cristian Rosso     | ARG Argentina | 6:55.91 | R     |
| 4    | Miguel Carballo Juan Flores        | MEX México    | 6:57.92 | R     |
| 5    | Luis Saumann Salas Ignacio Abraham | CHI Chile     | 7:14.55 | R     |

### Repescagem
Repescagem 1
| Pos. | Remador                                            | Nacionalidade | Tempo   | Notas |
| ---- | -------------------------------------------------- | ------------- | ------- | ----- |
| 1    | Rodrigo Murillo Cristian Rosso                     | ARG Argentina | 6:52.08 | FA    |
| 2    | Álvaro Torres Renzo Leon Garcia                    | PER Peru      | 6:57.44 | FA    |
| 3    | Mauricio Lopez Berocay Emiliano Dumestre Guaraglia | URU Uruguai   | 7:00.58 | FB    |
| 4    | Franco Chiola Daniel Sosa                          | PAR Paraguai  | 7:19.25 | FB    |
| 5    | Luis Saumann Salas Ignacio Abraham                 | CHI Chile     | 7:34.27 | FB    |

Repescagem 2
| Pos. | Remador                                       | Nacionalidade | Tempo   | Notas |
| ---- | --------------------------------------------- | ------------- | ------- | ----- |
| 1    | Pascal Lussier Matthew Buie                   | CAN Canadá    | 6:43.40 | FA    |
| 2    | Miguel Carballo Juan Flores                   | MEX México    | 6:53.47 | FA    |
| 3    | Diego Donizette Nazario Emanuel Dantas Borges | BRA Brasil    | 7:00.75 | FB    |
| 4    | Jakson Vicent Monasterio Jose Guipe Jimenez   | VEN Venezuela | 7:11.69 | FB    |

### Final
Final B
| Pos. | Remador                                            | Nacionalidade | Tempo   | Notas |
| ---- | -------------------------------------------------- | ------------- | ------- | ----- |
| 7    | Mauricio Lopez Berocay Emiliano Dumestre Guaraglia | URU Uruguai   | 6:43.35 |       |
| 8    | Diego Donizette Nazario Emanuel Dantas Borges      | BRA Brasil    | 6:47.13 |       |
| 9    | Jakson Vicent Monasterio Jose Guipe Jimenez        | VEN Venezuela | 6:54.84 |       |
| 10   | Franco Chiola Daniel Sosa                          | PAR Paraguai  | 7:01.43 |       |
| 11   | Luis Saumann Salas Ignacio Abraham                 | CHI Chile     | 7:09.64 |       |

Final A
| Pos.              | Remador                         | Nacionalidade      | Tempo   | Notas |
| ----------------- | ------------------------------- | ------------------ | ------- | ----- |
| Medalha de ouro   | Eduardo Rubio Ángel Fournier    | CUB Cuba           | 6:30.35 |       |
| Medalha de prata  | Rodrigo Murillo Cristian Rosso  | ARG Argentina      | 6:33.59 |       |
| Medalha de bronze | Pascal Lussier Matthew Buie     | CAN Canadá         | 6:35.89 |       |
| 4                 | Sam Stitt Ryan Monaghan         | USA Estados Unidos | 6:39.77 |       |
| 5                 | Álvaro Torres Renzo Leon Garcia | PER Peru           | 6:42.85 |       |
| 6                 | Miguel Carballo Juan Flores     | MEX México         | 6:54.00 |       |